# Erzlori
Der Erzlori (Lorius domicella, Syn.: Lorius domicellus) ist eine südostasiatische Papageienart aus der Unterfamilie der Loris. Er wird manchmal, vor allem auf seinen Heimatinseln, als Heimtier gehalten und lernt auch, zu imitieren.

## Merkmale
Der Lori hat eine rote Grundfarbe und besitzt eine schwarze Kappe, die am Rücken ins Violette übergeht. Die Flügel sind grün mit gelben Handschwingen, die Schultern und Unterflügel haben eine blaue Farbe. Auch die Schenkel sind blau gefärbt. Die Füße des Loris sind grau, während sein Schnabel eine orange Farbe besitzt. Eine orange Farbe hat auch die Iris der Augen. Die adulten Tiere besitzen ebenfalls ein breites gelbes Halsband, welches bei den juvenilen Exemplaren kaum vorhanden ist. Die Männchen unterscheiden sich von den Weibchen nur durch die weiße Farbe der Ringe um den Pupillen, die bei den Weibchen eher grau gefärbt sind.

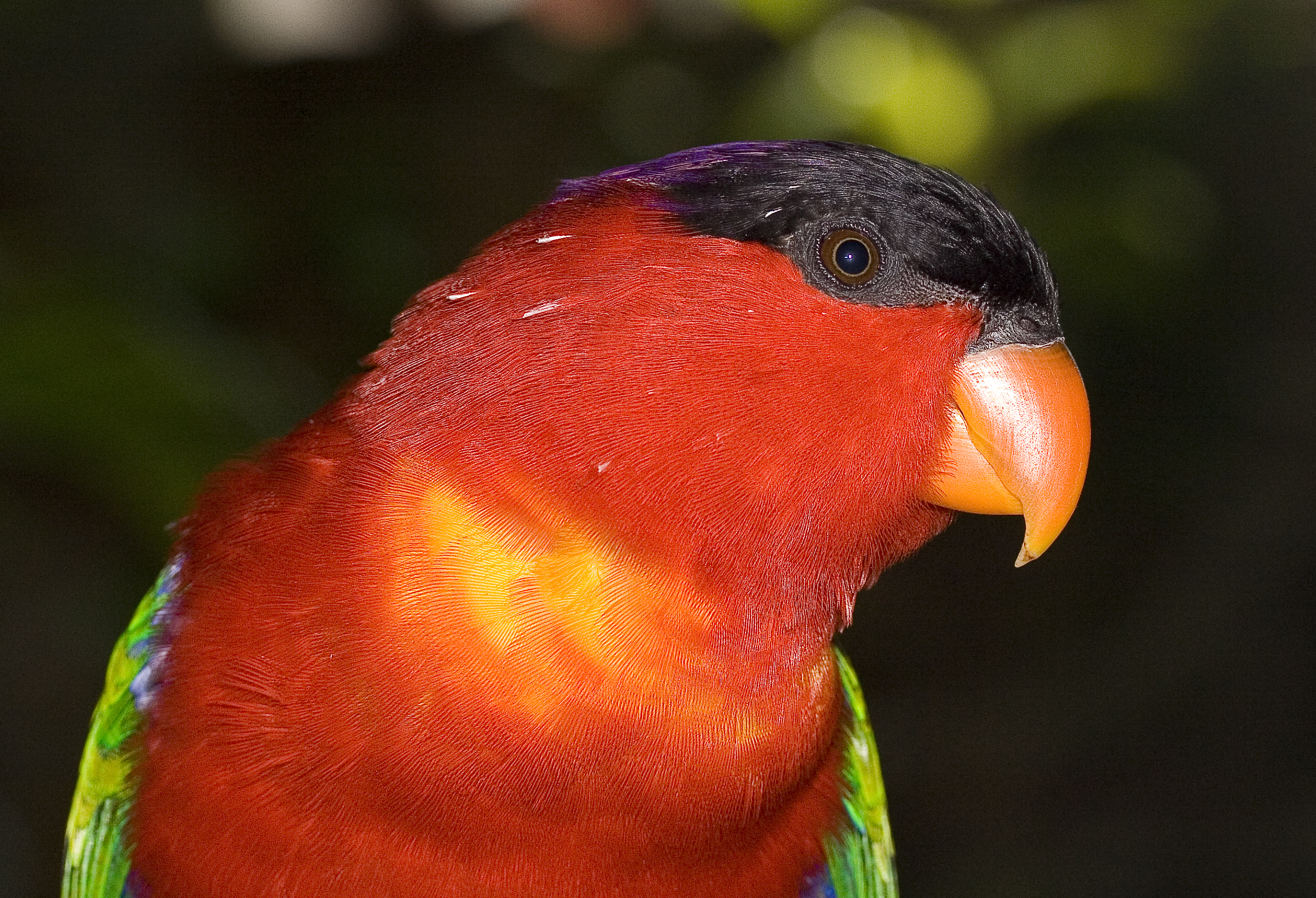
Erzlori auf den Banda-Inseln

Die juvenilen Vögel besitzen noch einen schwarzen Schnabel und eine dunkle Iris, auch ist der violette Bereich auf dem Rücken größer. Die Juvenilen besitzen ebenfalls schwarze Flecken auf den Unterflügeln, während sie insgesamt etwas matter gefärbt sind als die Altvögel.
Die Loris werden ca. 30 cm lang, haben eine Flügellänge von ungefähr 16 cm, eine Schwanzlänge von 10 cm und ein Gewicht von ca. 200 Gramm.

## Verbreitung und Lebensraum
Der Erzlori kommt auf Seram, Ambon und vorgelagerten Inseln wie Buru vor und ist somit auf den Molukken endemisch. Er wurde jedoch auf Ambon und Buru eingebürgert. In seinem Verbreitungsgebiet ist der Lori hauptsächlich in Bergregenwäldern zu finden, dringt aber auch in die Nähe von Siedlungen vor.

## Lebensweise
Die Loris leben paarweise, wobei sich oft mehrere Paare zu Gruppen von 10 bis 20 Tieren zusammenschließen.
Erzloris haben eine laute, kreischende Stimme, was unter Papageien nicht untypisch ist.
Die Paare bleiben ein Leben lang zusammen. Die Brutzeit ist im Frühling, in der meistens zwei Eier, mit einer Länge von 32 mm und einem Durchmesser von 25,5 mm, von dem Weibchen in einer Baumhöhle 25 Tage lang bebrütet werden. Die Jungtiere müssen ca. 70 Tage lang von ihren Eltern gefüttert werden, werden aber erst mit 3 bis 4 Jahren geschlechtsreif.
Es sind bereits Hybriden mit anderen Loris, wie zum Beispiel dem Rotnackenlori, bekannt geworden.
Erzloris werden in freier Wildbahn bis zu 20 Jahre alt, erreichen in Gefangenschaft jedoch ein deutlich höheres Alter.

### Ernährung
Der Erzlori ernährt sich hauptsächlich pflanzlich, so zum Beispiel lori-typisch von Nektar und Pollen, die er mit seiner spezialisierten Zunge (siehe hier) aufnimmt, aber auch von Samen und Früchten. Sogar Insekten werden verzehrt.

## Gefährdung
Auf der roten Liste der IUCN wird der Erzlori als gefährdet (vulnerable, VU) geführt was vor allem der illegalen Bejagung für den Heimtierhandel und dem Abholzen bzw. Abbrennen der Bergregenwälder verschuldet ist. Am häufigsten ist der Vogel noch im Manusela-Nationalpark auf Seram vertreten, während auf Ambon und Buru der Lori bereits selten ist.
Der Bestand von nur einigen Tausend Vögeln nimmt weiter ab.
Für den Erzlori wird ein europäisches Zuchtbuch (ESB) im Zoo Köln geführt, die europäische Erstzucht dieser Papageienart gelang jedoch 1976 im Vogelpark Walsrode, während das erste Exemplar dieser Papageienart bereits 1872 im Londoner Zoo eintraf.

## Galerie

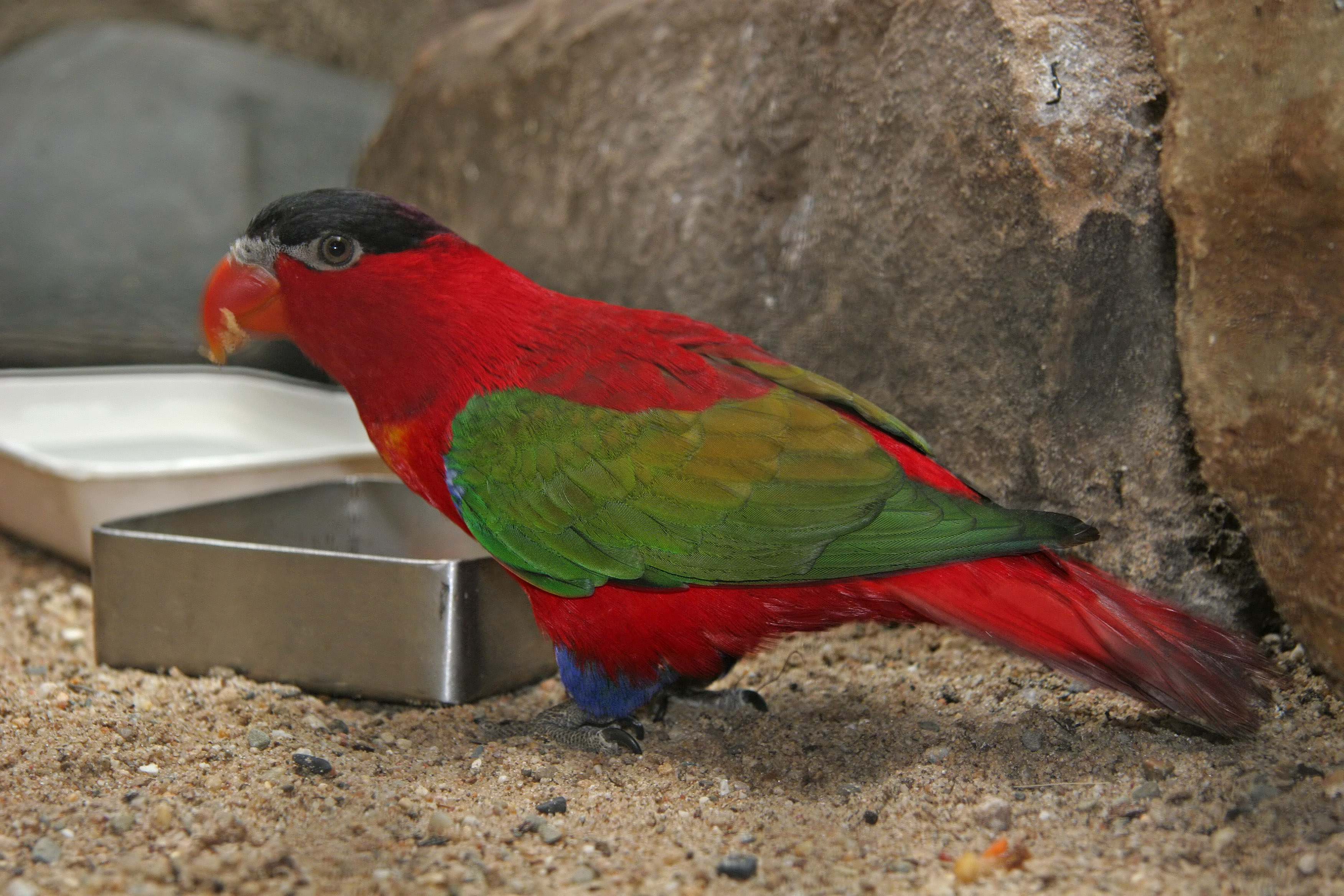
Erzlori im Natura Artis Magistra, Amsterdam
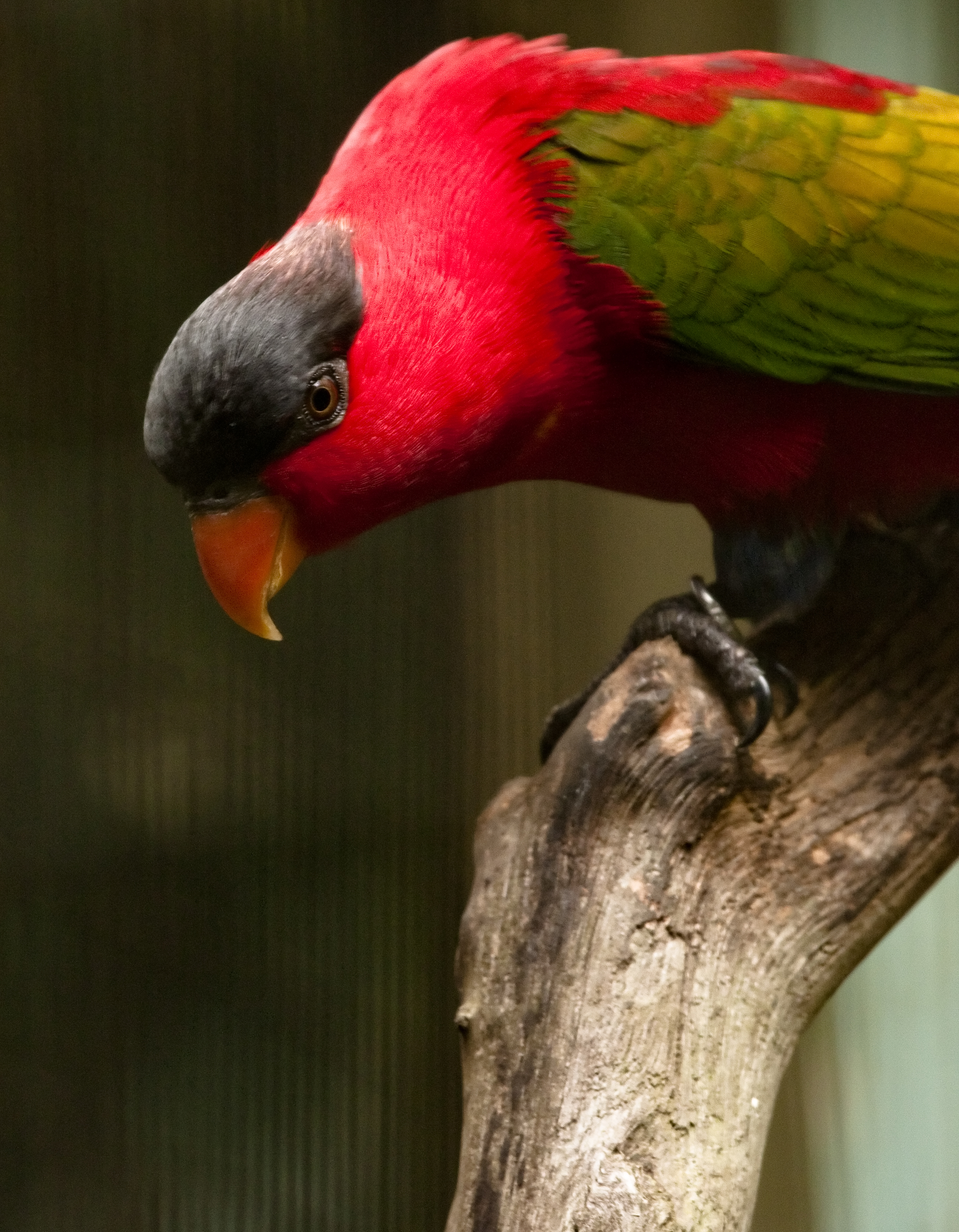
Erzlori im Jurong Bird Park, Singapur
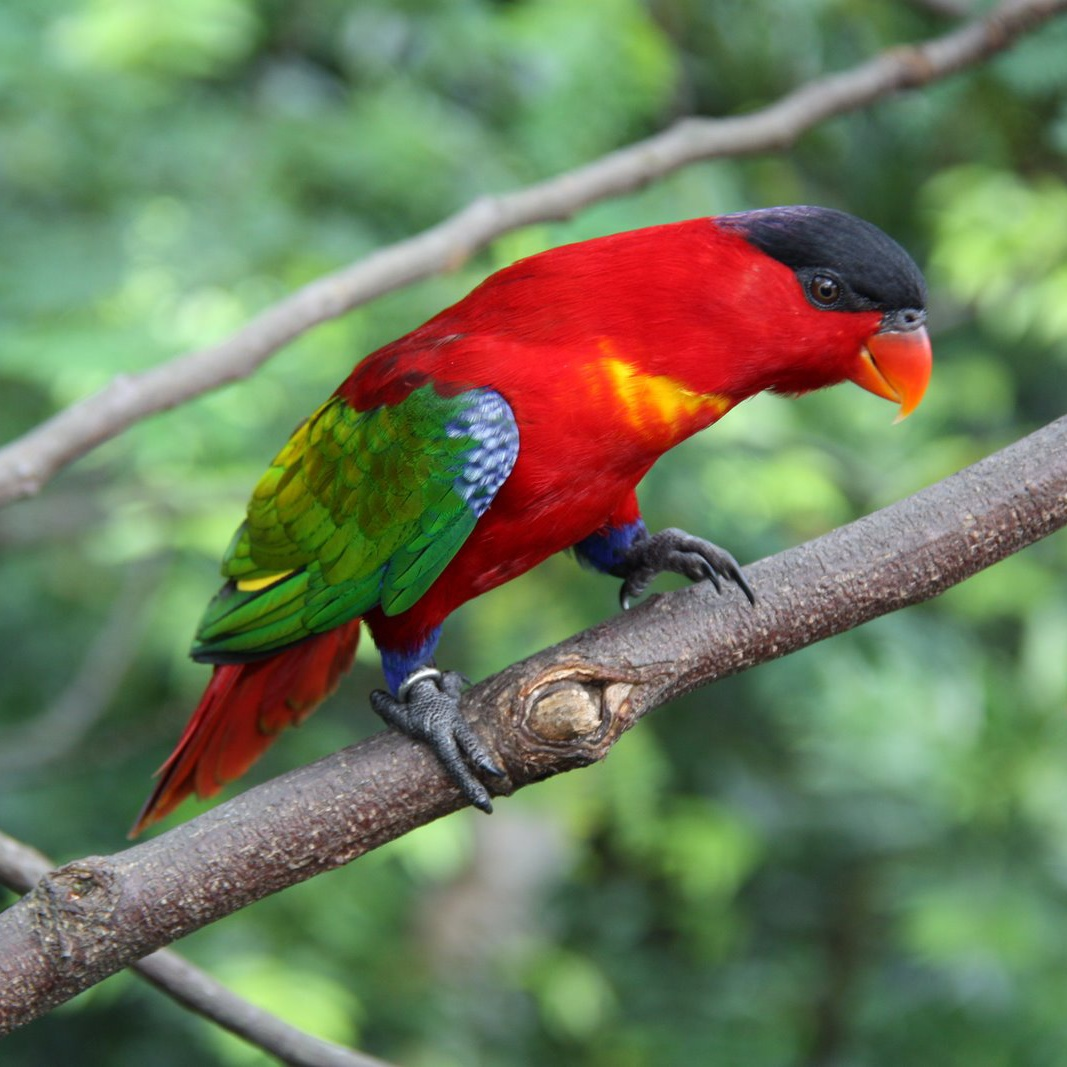
Erzlori im Jurong Bird Park, Singapur
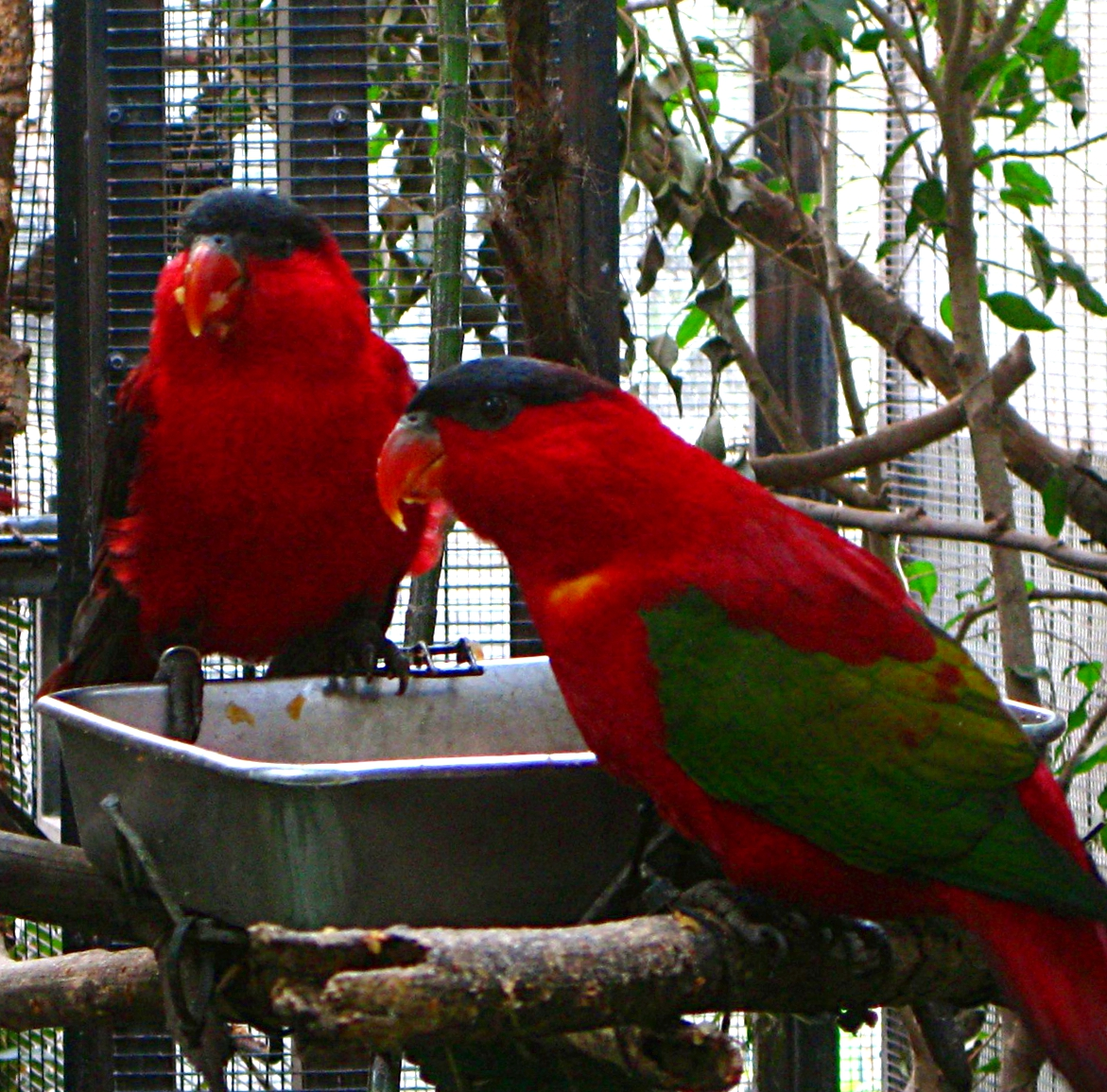
Erzloris im San Diego Zoo
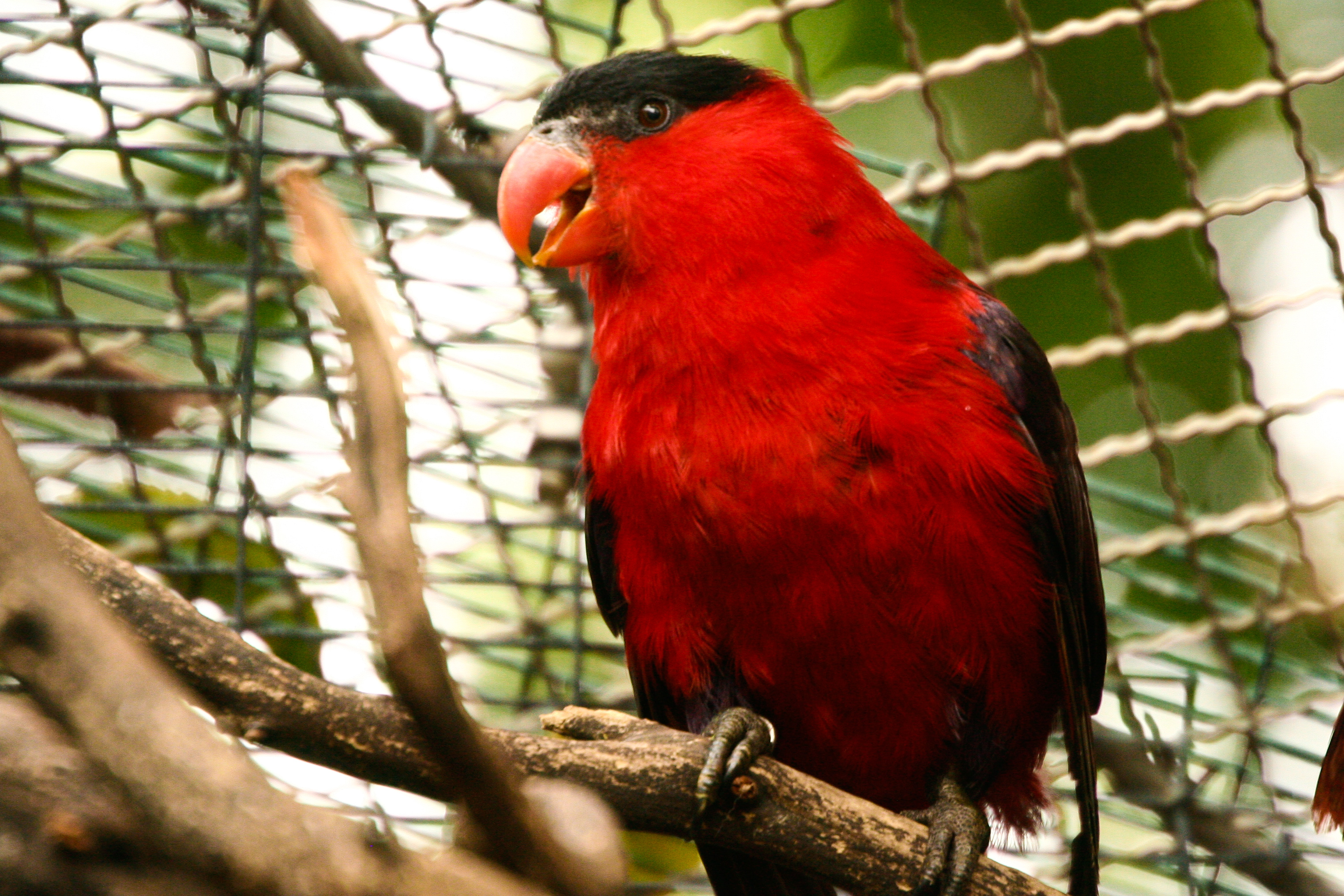
Erzlori im San Diego Zoo